# Едвард Водсворт
Едвард Олександр Водсворт (англ. Edward Alexander Wadsworth; 19 жовтня 1889 — 21 червня 1949) — англійський художник, що на початку своєї кар'єри був пов'язаний з британським модерністським рухом Вортицизм. Під час Першої світової війни він брав участь в команді, яка на чолі з Норманом Вілкінсоном розробляла та наносила зразки сліпучого камуфляжу на кораблі британського Королівського флоту. Після війни спеціалізувався на морських сюжетах і натюрмортних композиціях темперою. Зробив значний внесок у розвиток сучасного мистецтва Великої Британії в міжвоєнний період.

## Молодість і навчання
Едвард Водсворт народився 19 жовтня 1889 року в Клекхітоні, Західний Йоркшир у родині Фреда та Ханни (уродженої Сміт) Водсворт. Його мати померла від післяпологового сепсису через дев'ять днів після пологів. Зрозуміло, що його батько був спустошений втратою і йому було важко налагодити контакт з дитиною, що призвела до смерті дружини. Фред був зайнятим батьком, оскільки керував процвітаючим сімейним бізнесом — Broomford Mill, який спеціалізувався на прядінні блискучої вовни для плетіння галунів для уніформи. У Едварда було самотнє дитинство, хоча його тітка Енні намагалась опікуватись ним. У віці 10 років його віддали на цілодобовий пансіон у школі Годбі в Ілклі, а в 1903 році був відправлений до коледжу Феттес в Единбурзі. У той час Феттес мав репутацію «найжорсткішої школи на Британських островах» і Едвард «ненавидів більшу частину свого часу, проведеного там».
Фред Водсворт розраховував, що колись Едвард перебере на себе керівництво сімейним бізнесом, і, ймовірно, через те, що Broomford Mill мав важливу клієнтуру в Німеччині, Едварда у 1906—1907 роках відправили вивчати інженерію та німецьку мову в Мюнхені. Едвард не отримав ступінь інженера, але він вивчив німецьку мову, і, що найголовніше, у вільний час він вивчав мистецтво у школі Кніра. Тут він навчився ксилографії та малюванню. Мюнхен був відомим культурним осередком і Едвард долучився тут до жвавого мистецького та інтелектуального способу життя. Повернувшись додому, він оголосив, що хоче бути художником, що неприємно вразило його батька.

## Школа мистецтв та одруження

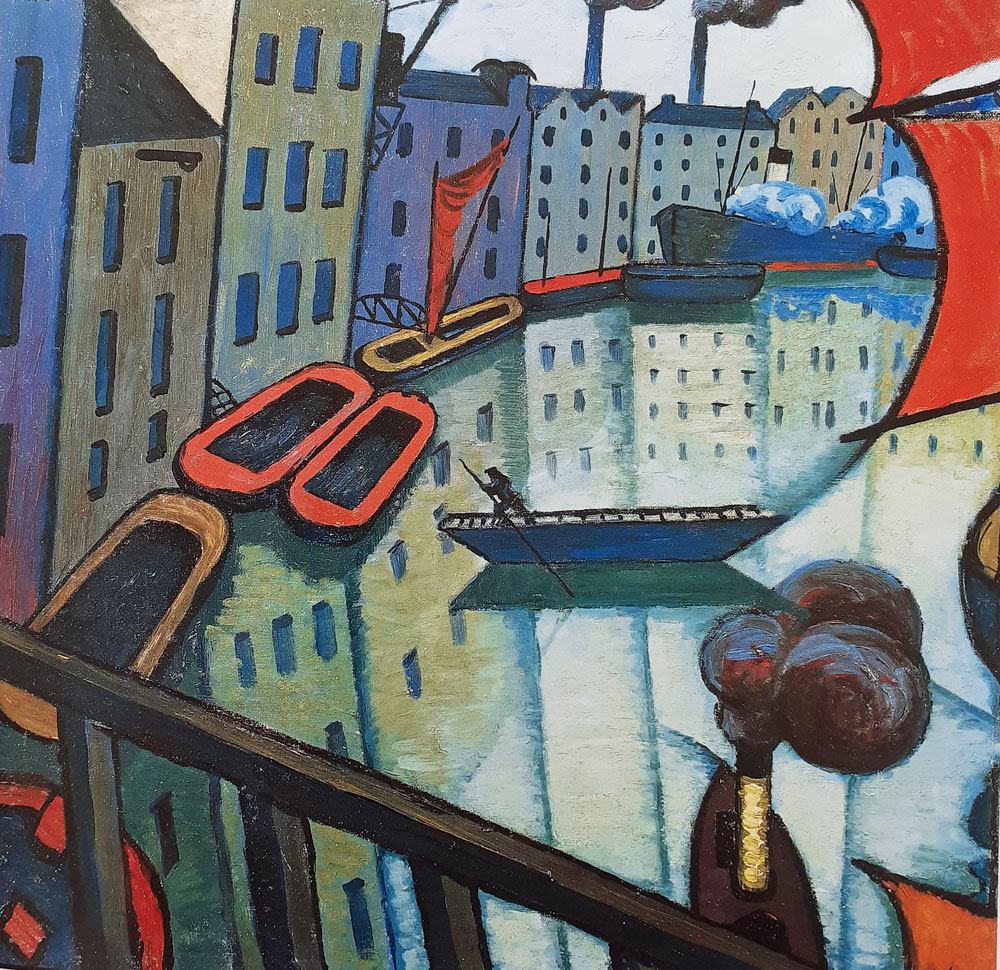
Ротерхайт, олія, полотно, бл.1911

Водсворт отримував 250 фунтів стерлінгів на рік — ймовірно, через трастовий фонд, заснований його тіткою Енні, що робило його фінансово незалежним від батька. Він навчався в Бредфордській школі мистецтв, перш ніж отримати стипендію в Школі мистецтв Слейда в Лондоні, і провів деякий час у Гаврі до початку осіннього семестру в 1909 році. Серед його сучасників у школі були Марк Гертлер, Стенлі Спенсер, К. Р. В. Невінсон, Вільям Робертс і Дора Керрінгтон — «один із найвидатніших студентських класів в історії англійських мистецьких шкіл» і його викладачі Генрі Тонкс і Філіп Вілсон Стір виставлявся в «імпресіоністському» стилі з Новим англійським мистецьким клубом, наголошуючи на дисципліні малювання як на «поясненні форми, аналізі її конструкції, підготовки та напрямку [напрямку кісток]» у їхньому викладанні. Хоча товариство в Slade було соціально різноманітним, найближчі друзі Водсворта — К. Р. В. Невінсон і Адріан Аллінсон були з такого ж заможного середовища.
Лектором Водсворта з історії мистецтва в Slade був Роджер Фрай, який наприкінці 1910 року привіз до Лондона роботи тогочасних європейських художників, таких як Сезанн, Гоген і Ван Гог, на велику виставку «Мане та постімпресіоністи» в Grafton Galleries. Барбара Водсворт у своїй біографії «Життя художника. Едвард Водсворт» описувала, що під час навчання в Slade його стиль та мистецька техніка розвивались досить повільно і справжній естетичний стрибок він зробив лише після зустрічі з Персі Віндемом Льюїсом. У 1911 році він познайомився з Фанні Мері Евелі, професійною скрипалькою, старшою за Водсворта на десять років, і вони одружилися в квітні 1912 року до того, як Водсворт закінчив своє навчання в Slade. Вони оселилися на вулиці Глостер біля Кенсінгтон-Черч-стріт. Водсворт почав виставлятися, і в січні 1913 року робота Фрая була включена до «Другої постімпресіоністської виставки». Ця виставка відкрила Лондону «кубістичні» картини Пікассо та Брака, а Водсворт був включений до «Англійської групи», до якої входили художники Bloomsbury, такі як Дункан Грант, Віндем Льюїс і Стенлі Спенсер.

## Футуризм і вортицизм

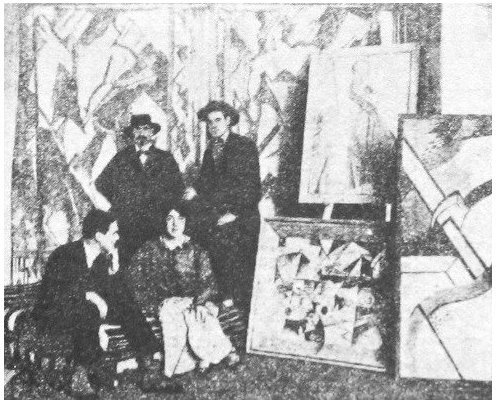
Едвард Водсворт і Віндем Льюїс у Rebel Art Centre, березень 1914 року, з Кейт Лечмір і Катбертом Гамільтоном (сидять).

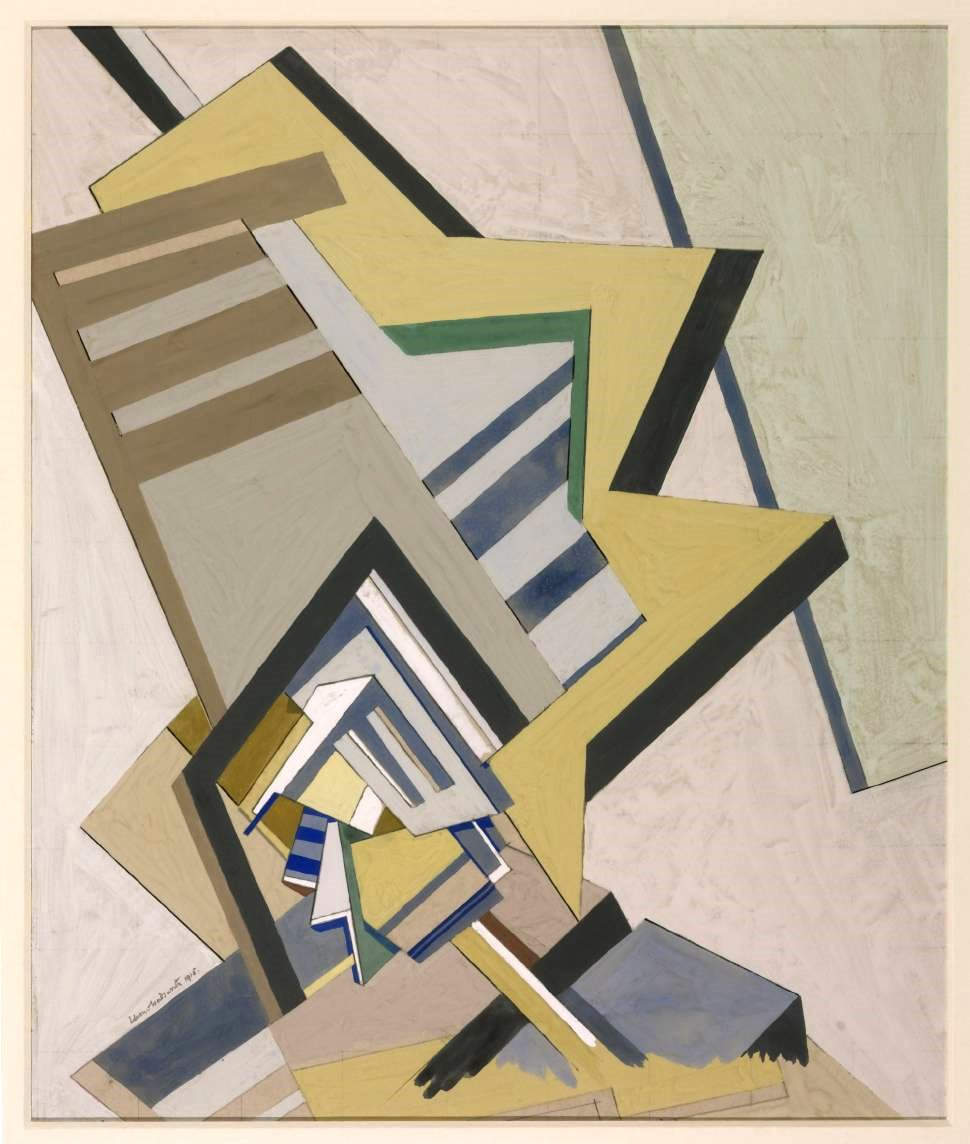
Абстрактна композиція, 1915 р. Галерея Тейт

Водсворт виставляв деякі свої футуристичні картини на футуристичних виставках у галереї Доре. Хоча він був членом комітету, який організував вечерю на честь італійського художника-футуриста Філіппо Томмазо Марінетті в 1913 році, він був одним із ряду британських художників-авангардистів, які дедалі більше розчаровувались у зарозумілості італійця та висміювали публічне виконання Марінетті «Битви Адріанополя». Навесні 1914 року Водсворт виставляв гравюри на дереві в галереї Twenty-One Gallery в Лондоні і того ж року він також брав участь у виставці з London Group, Allied Artists' Salon і на виставці «Мистецтво XX століття» в галереї Whitechapel. Він був тісно пов'язаний з Віндемом Льюїсом і приєднався до його Rebel Art Group, а також підписав маніфест Vorticist, опублікований в журналі «Вибух» («Blast. Review of the Great English Vortex»), де він надав ілюстрації та рецензію на книгу Кандинського Concerning The Spiritual In Art. Сьогодні вортицистичні роботи Водсворта відомі завдяки його сміливим, експериментальним гравюрам на дереві, оскільки всі його картини олією періоду 1914—1918 років втрачені.

## Перша світова війна

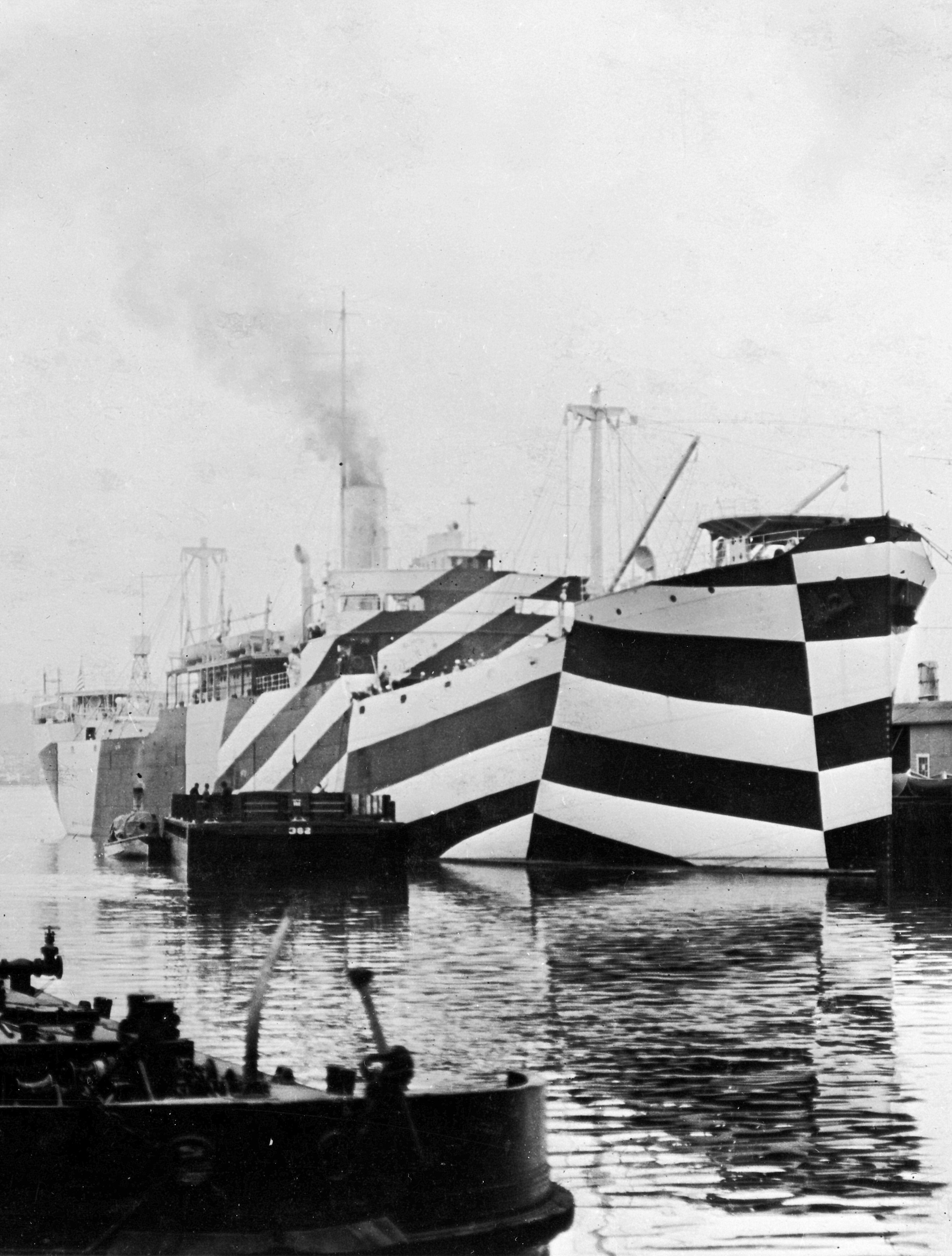
USS West Mahomet в порту (1918)

Через тридцять три дні після публікації маніфесту Вортицизму, Британія оголосила Німеччині війну. Після початку війни проект Вортицизм ще проіснував протягом року і в червні 1915 році організував виставку Vorticist у галереї Doré та здійснив видання другого номеру журнала «Blast», що був опублікований одночасно з виставкою — Водсворт зробив внесок в обидва. У січні 1916 року був прийнятий Закон про військову службу, що запровадив військову повинність для всіх неодружених чоловіків віком від 18 до 41 року.

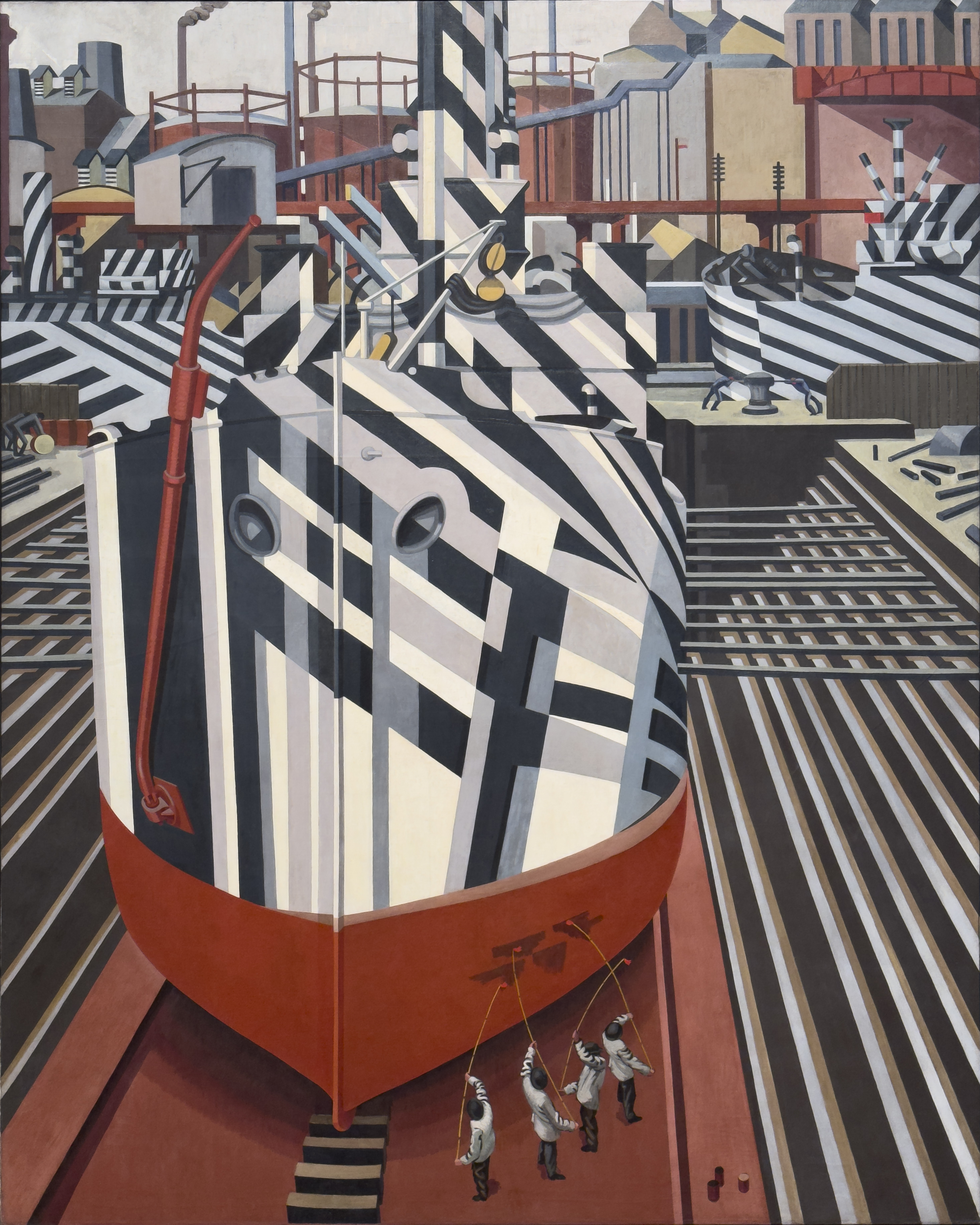
Сліпучі кораблі в сухому доку Ліверпулі, 1919, Національна галерея Канади, Оттава.

10 червня 1916 року Водсворт записався до добровольчого резерву Королівського військово-морського флоту і на посаді тимчасового старшого лейтенанта був розміщений в порту Мудрос на острові Лемнос, Греція, де познайомився з Норманом Вілкінсоном. Саме завдяки клопотанню Вілкінсона він був демобілізований наступного року і взяв участь у проекті Вілкінсона щодо нанесення сліпучого камуфляжу на кораблі союзників, які базувалися переважно в Ліверпулі. Оптичний ефект сліпучого комуфляжа був призначений збивали з пантелику ворожі підводні човни, коли вони намагалися ідентифікувати типи суден і точно визначити їхній напрямок і швидкість руху. У цей час Водсворт створив низку малюнків і ксилографій із закамуфльованими кораблями, а наприкінці війни Канадський фонд меморіалів війни (CWMF) доручив йому створити полотно Сліпучі кораблі  в сухому доку Ліверпулі. Ця монументальна картина (10 футів на 12 футів) виставлялась в Лондоні, Нью-Йорку, Торонто та Монреалі в 1919 році разом із роботами, створеними для CWMF Полом Нешем, Віндемом Льюїсом, Вільямом Робертсом та Девідом Бомбергом.

## «Повернення до порядку»

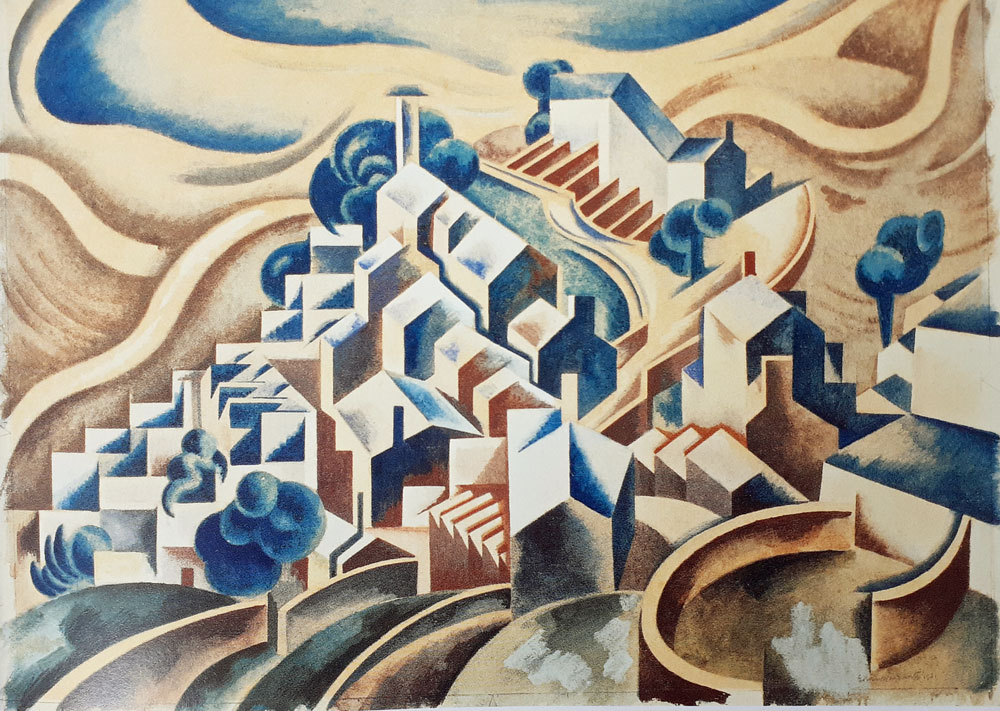
Fortunes Well, портлендська акварель, 1921 рік

Льюїс безуспішно намагався відродити рух Vorticist у 1920 році за допомогою виставки Групи X. Однак малюнки пером і тушшю промислових пейзажів, які Водсворт виставив там, були розроблені ним у моновиставку Чорна країна, яка також була пов'язана до публікації.

У січні 1921 року батько Водсворта помер, залишивши йому майже чверть мільйона фунтів. Водсворт і Фанні провели відпустку в Ньюліні, штат Корнуолл, і пройшли південним узбережжям через Девон і Дорсет. Наступного року він повернувся до Портленда, малював етюди аквареллю та експериментував із темперою — засобом, пов'язаним із творчістю художників раннього Відродження. Темпера стане вибором Ведсворта протягом усього життя. Водсворт мав двох дітей — Барбару і Енн. На жаль, Енн померла від нефриту в березні 1922 року.

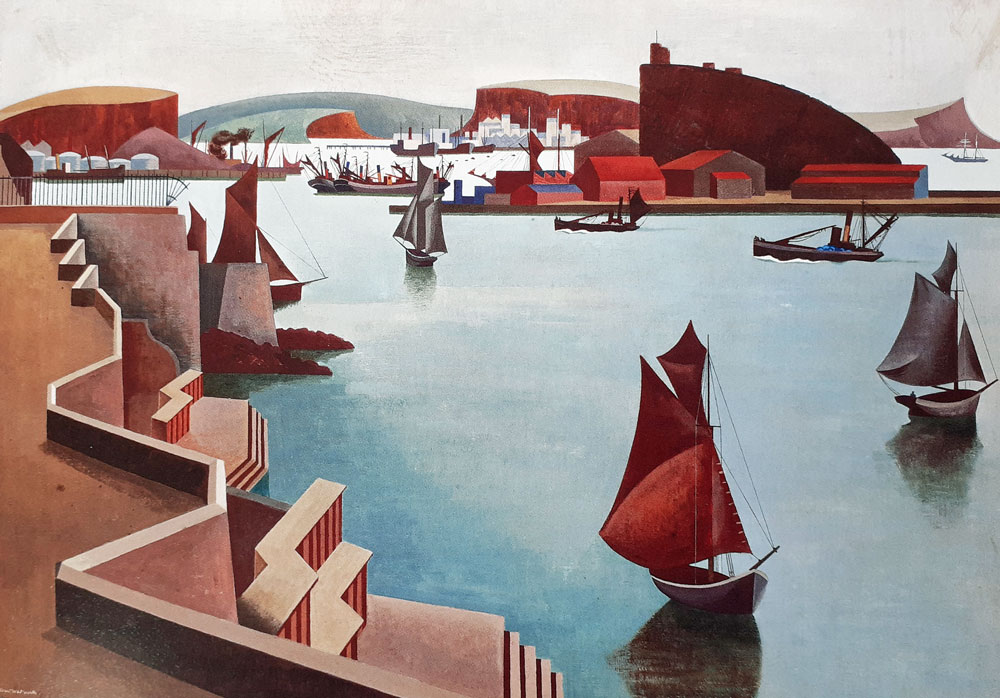
Кеттуотер, Плімутська протока, час на борту, 1923 рік

Серія пейзажів, що зображують дивовижно спокійні прибережні міста та порти Великобританії та Франції за допомогою темпери, сприймалася як Водсворт, який прийняв більш «натуралістичний» режим, але, мабуть, було б справедливіше сказати, що вони знаменували повернення до більш репрезентативного створення картин — позиція, яку прийняв інші художники-авангардисти — такі як Пікассо, Брак і Дерен у перші післявоєнні роки, і називаються «поверненням до порядку». Перша виставка темперного живопису Водсворта відбулася в Галереї Лестера в 1923 році — The Times відчула, що вони володіють «суворою та несентиментальною красою».

## «Провідний британський модерніст»

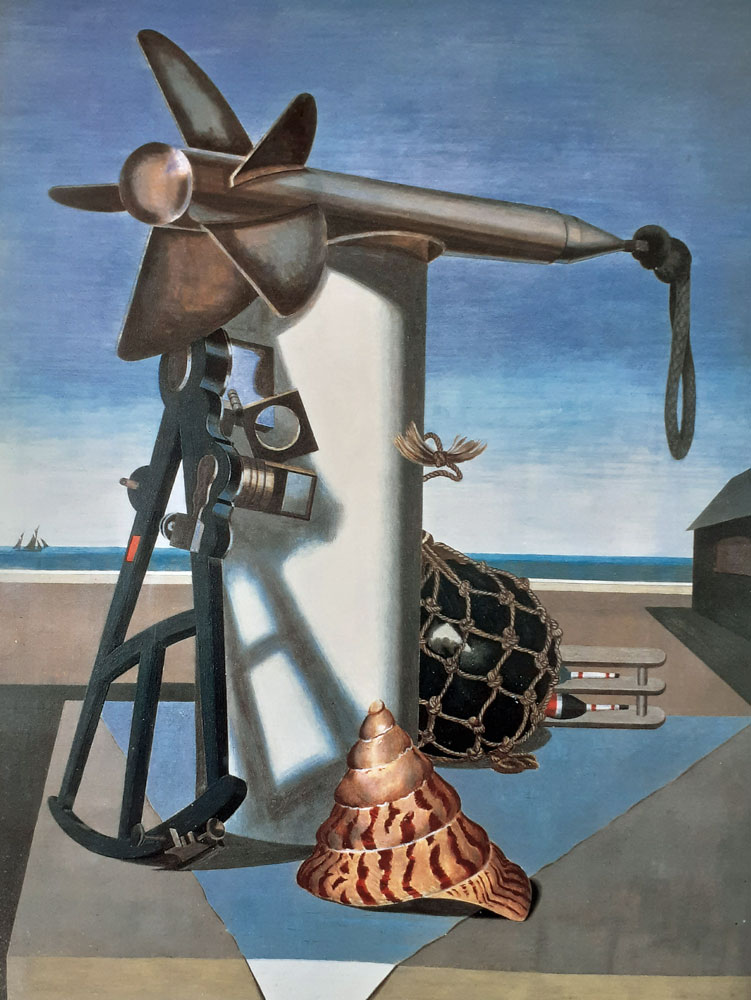
Північне море, 1928 рік

У другій половині 1920-х Водсворт зосередився на натюрмортних композиціях на морську тематику. Можливо, дотримуючись ідей, сформульованих Легером і певною мірою втілених у роботах німецьких художників Neue Sachlichkeit, Водсворт зіставляв сучасні промислові об'єкти, такі як морське навігаційне обладнання, із символами культури та природними обєктами, такими як морські мушлі, використовуючи драматичні ефекти перспективи для контрасту малого з величезним. Його використання tтепиери створило певний реалізм, який здавався ультрасучасним, водночас повертаючись до минулого.
До кінця 1920-х Водсворт успішно виставлявся в Парижі та Лондоні. Його роботи були відтворені в європейських журналах про авангардне мистецтво, і його розглядали як «провідного британського художника-модерніста».

## Дух тридцятих

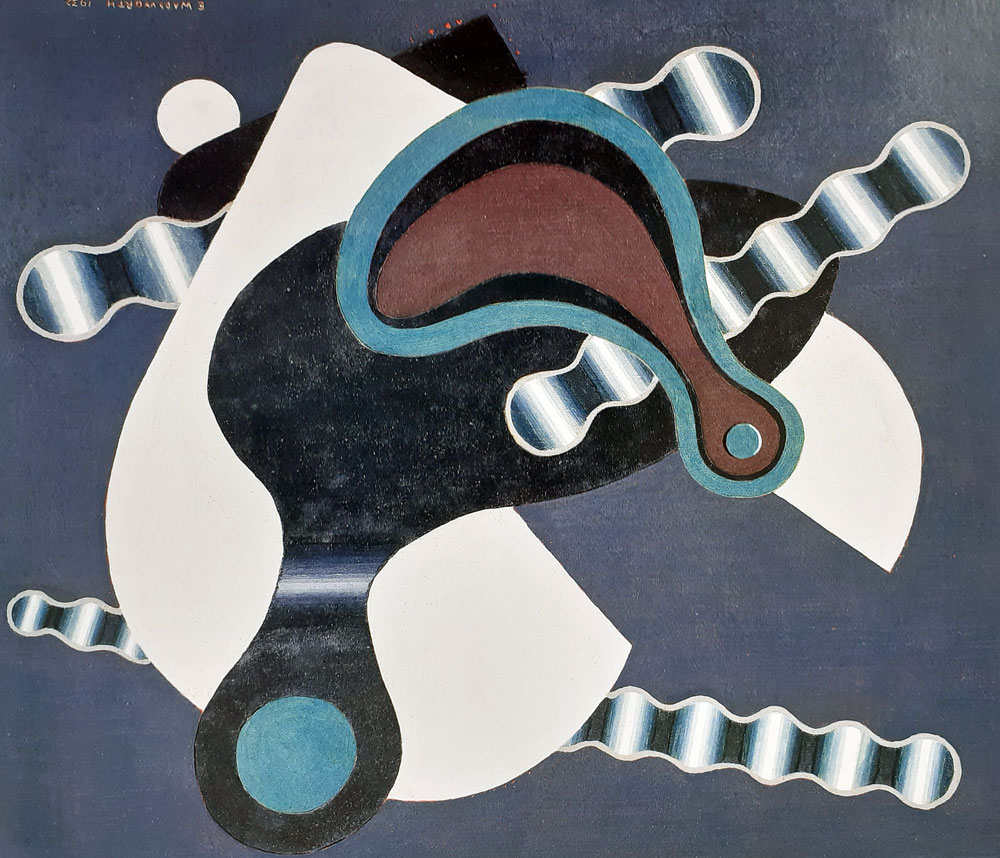
Композиція, Crank and Chain, 1932

У 1927 році сім'я переїхала до «Dairy House» у Маресфілді, Східний Суссекс. Після суттєвої модернізації будинку та садів, Едвард і Фанні Водсворт протягом наступного десятиліття регулярно проводили в саду зустрічі на вихідних, пікніки та вечірки. Серед гостей були художники-авангардисти, такі як Пол Неш, Макс Ернст, П'єр Рой, Ласло Мохолі-Надь, Роланд Пенроуз, Лі Міллер і Генрі Мур, а також мистецтвознавці, актори, музиканти, оперні співаки та танцюристи.
Пол Неш сформував модерністську виставкову групу Unit One — «вираження справді сучасного духу», і Водсворт виставлявся з ними в галереї Mayor у Лондоні разом із Нешем, Муром, Барбарою Хепворт, Беном Ніколсоном та Едвардом Беррою у квітні 1934 року. Водсворт виклав свій підхід до того, що він назвав «абстрактним мистецтвом», у проникливій статті, опублікованій за рік до виставки в журналі The Studio в 1933 році. Один показовий коментар «єдина постійна річ у житті — це зміна» можна побачити як застосовний до різноманітних підходів Водсворта до створення картин протягом усього його життя.
У середині тридцятих років дві роботи поставили Водсворта в авангард дизайну в стилі арт-деко — чайна кімната павільйону Де Ла Уорр у Брексхілл-он-Сі та дві величезні картини для океанського лайнера RMS Queen Mary компанії Cunard Line.

## Подальше життя

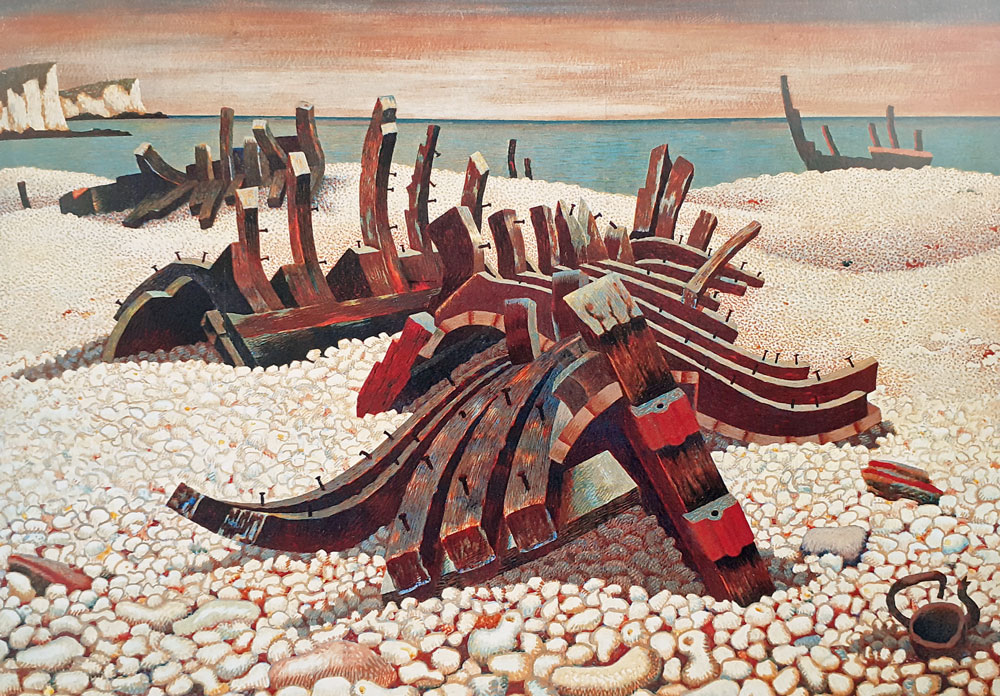
Requiescat, 1940

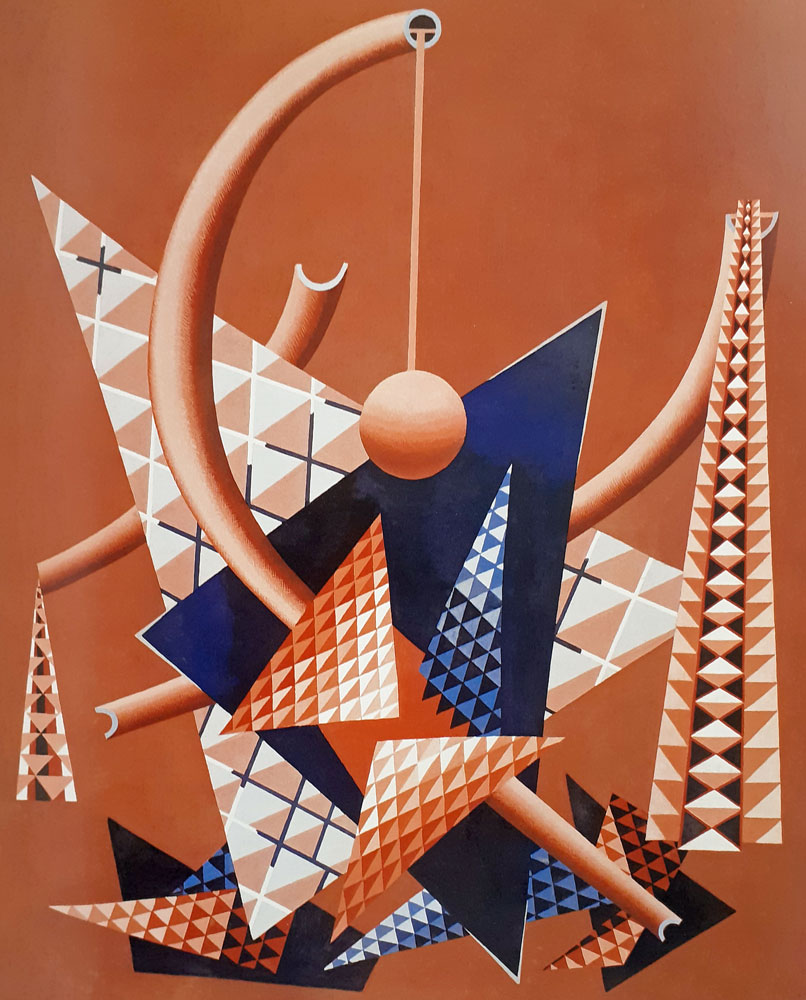
Трикутники, 1948

Коли почалася Друга світова війна, Водсворт був розчарований тим, що Консультативний комітет не призначив його військовим художником. Водсворту, його дружині, дочці та двом її синам довелося залишити Dairy House, оскільки він знаходився на території, забороненій для перебування цивільних осіб. Водсворти переїхали до Бакстона в графстві Дербішир, де вони пробули п'ять років. Занепокоєння війною та власними обставинами Водсворта, здається, впливають на меланхолійний настрій, створений на всіяному сміттям пляжі Requiescat. Уперше фінанси Водсворта опинилися під тиском, і це, можливо, сприяло його вирішенню почати виставлятися на літній виставці Королівської академії. У квітні 1943 року він був обраний ARA — членом Королівської академії. Водсворт приєднався до внутрішньої гвардії Бакстона і після навчання отримав звання сержанта. Сім'я повернулася до Маресфілда в 1945 році, і Водсворт намалював серію абстрактних зображень, які включали зображення квітів. Незважаючи на те, що його останні картини, такі як «Трикутники» 1948 року, сильно відрізняються від його абстракцій у Vorticist 1914 року, справді являють собою повернення або розвиток чистих абстрактних форм.
У 1940 році Водсворту було неправильно діагностовано проблеми з апедиксом, і в червні 1949 Водсворт помер від перитоніту після операції.

## Спадщина

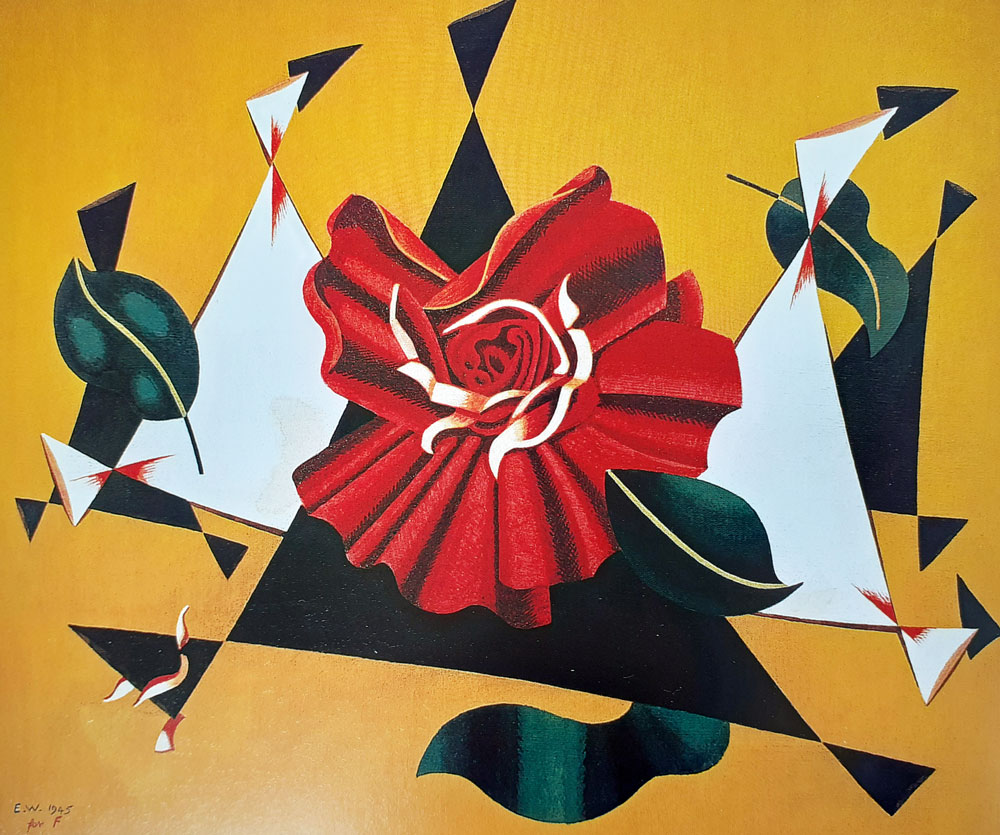
Анотація з трояндою, для F 1945

У 1951 році галерея Тейт влаштувала меморіальну виставку. Донька Водсворта, Барбара Водсворт, у 1989 році написала біографію «Життя художника, Едвард Водсворт», яка спирається на сімейний архів, і того ж року Bradford Art Galleries провели велику ретроспективу «Геній індустріальної Англії». Едвард Водсворт 1889—1949 супроводжується публікацією під редакцією Джеремі Льюїсона. У 2005 році Джонатан Блек опублікував Form, Feeling and Calculation, яка включає повні картини та малюнки Водсворта.

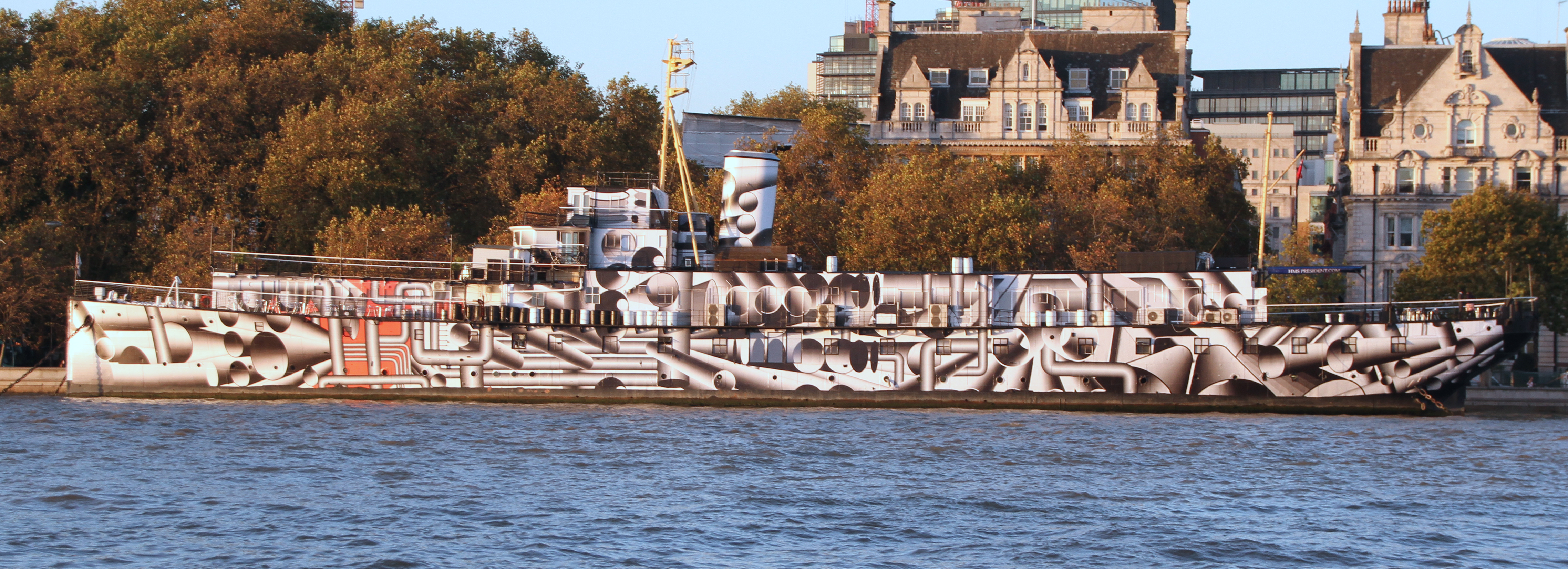
Корабель HMS President в сліпучому камуфляжі (лівреї) від Тобіаса Ребергера Проєкт Dazzle ship (14–18 NOW)

Проект Dazzle ships часів Першої світової війни продовжує надихати митців. Графік та дизайнер Пітер Севілл побачив картину Водсворта «Сліпучі кораблі  в сухому доку Ліверпулі» й був вражений зображенням. Запропонувавши ідею та назву співаку Енді МакКласкі з британського музичного колектива Orchestral Maneuvers in the Dark, Севілл використав тему для дизайну обкладинки їх альбому Dazzle Ships (1983).
В 2017 році мистецький проєкт Dazzle ship (14–18 NOW), що включав роботи сучасних митців, створені на замовлення Імперського військового музею на честь сторіччя початку Першої світової війни в серпні 2014 року, що включає зокрема роботи Пітера Блейка.